# Bleeding Love
«Bleeding Love» (Español: «Sangrando amor») es una canción grabada por la cantante británica Leona Lewis para su álbum de estudio debut, Spirit (2007). Fue escrita y grabada originalmente por el cantante estadounidense Jesse McCartney, y fue coescrita y producida por el cantante estadounidense Ryan Tedder, líder de la banda OneRepublic. «Bleeding Love» fue lanzada en todo el mundo durante el último trimestre del año 2007, y el primero de 2008, como el sencillo principal del álbum a nivel internacional, y como segundo sencillo en Irlanda y el Reino Unido. Más tarde, McCartney lanzó su versión de la canción para su tercer álbum de estudio, Departure (2008).
«Bleeding Love» fue un enorme éxito a nivel internacional, posicionándose en la cima de prácticamente todas las listas de éxitos musicales y se convirtió en uno de los sencillos más vendidos de la década de los 2000. Debutando en el número uno de la UK Singles Chart e Irish Singles Chart, «Bleeding Love» se convirtió en el sencillo más vendido de 2007 en ambos países y fue el más vendido de 2008 en todo el mundo. Alcanzó la cima de las listas de éxitos en 35 países, incluidos Alemania, Estados Unidos, Francia y Japón, por lo que es solo la segunda canción en la historia en lograr este récord, siendo «Candle in the Wind 1997» de Elton John la primera, mientras que en Estados Unidos se convirtió en la primera canción por una artista femenina británica en encabezar el Billboard Hot 100 desde Kim Wilde en 1987. El videoclip que acompaña la canción se emitió por primera vez el 17 de octubre de 2007 y se publicó en YouTube el mismo día.
«Bleeding Love» ha vendido más de un millón de copias en el Reino Unido y más de 4 millones de descargas digitales en los Estados Unidos, donde fue la canción digital más vendida de 2008. Fue nombrada la decimoséptima canción más exitosa en los Estados Unidos de los 2000. «Bleeding Love» vendió 788,000 copias solo en el Reino Unido durante 2007. La canción fue nominada a dos Premios Grammy, Grabación del año y Mejor interpretación vocal pop femenina, en 2009. En los Premios Brit de 2008, fue nominada como Mejor single británico. «Bleeding Love» es el mayor éxito de Lewis en los Estados Unidos, hasta la fecha, y sigue siendo su canción más conocida. A partir de 2021, la canción se ha reproducido más de dos mil millones de veces.

## Antecedentes
En el verano de 2006, Lewis entró en la tercera temporada de la competición británica The X Factor, y después de realizar y competir contra otros aspirantes, el público británico la había elegido como la ganadora el 16 de diciembre de 2006, recibiendo el 60% de la votación final. Como el ganador, Lewis recibió el premio de un contrato de grabación de £1.000.000 con Sony BMG, de la que Simon Cowell es un ejecutivo de A&R, y con el propio sello discográfico de Cowell, Syco Music.
Mientras tanto, en febrero de 2007, el líder de la banda OneRepublic, Ryan Tedder y el cantante de pop y compositor Jesse McCartney escribieron la canción «Bleeding Love» para el tercer álbum de estudio de McCartney. Sin embargo, su sello discográfico, Hollywood Records, no le gustaba la canción. Tedder creía que era una "enorme" canción y la compañía discográfica estaba "fuera de sí". A pesar de ello, Tedder había hecho anteriormente la decisión de no trabajar con los concursantes de la competencia American Idol, pero no había oído hablar de The X Factor, e ingresó a la página web sobre Lewis, pensó que "su voz sonaba irreal", diciendo que "desde la perspectiva de un escritor, esta chica - con o sin un programa de televisión - tiene una de las mejores voces que he escuchado", al oír que Cowell estaba buscando canciones para el álbum debut de Lewis, Tedder reordenó «Bleeding Love», cambió la clave para que se adapte a su voz. Se envió la canción a Cowell, quien dijo que era "la primera". Después del éxito de la versión de Lewis, la canción fue regrabada por McCartney y fue incluida como bonus track en la versión internacional del álbum, Departure.

## Producción y grabación
«Bleeding Love» fue escrita por Ryan Tedder y Jesse McCartney para el álbum debut de Lewis, Spirit (2007). La producción de la canción estuvo a cargo en su totalidad por Tedder. La canción fue grabada en diferentes estudios de grabación, incluyendo el Mansfield Studios en Los Ángeles, CA; The Record Plant en Hollywood, CA y Encore Studios en Burbank, CA. «Bleeding Love» fue grabada en algunas locaciones por Tedder, Craig Durrance y Nate Hertweck. La programación y arreglos fueron realizados por Tedder. La canción fue mezclada por Phil Tan en Soapbox Studios de Atlanta, GA, y él fue asistido por Josh Houghkirk.

## Promoción

### Presentaciones
La canción fue presentada por primera vez en la BBC Radio 1 Chart Show el 16 de septiembre de 2007, y tuvo una cobertura especial seguida por el famoso bloggero Perez Hilton. Se informó que un total de 1.5 millones de personas escucharon la canción en línea. La canción fue presentada también en Scott Mills's record la semana del lunes 24 de septiembre hasta el viernes 28 de septiembre. Lewis realizó una pequeña gira por las emisoras radiales, llamada two-day regional UK radio tour del 11 al 12 de octubre de 2007. Esto fue seguido por una aparición en el show de televisión This Morning el 15 de octubre. Lewis presentó la canción en vivo en la cuarta temporada de The X Factor el 20 de octubre de 2007, además de infinitas presentaciones en programas de televisión y emisoras radiales como T4, GMTV y Loose Women.
El 29 de febrero de 2008 se presentó en el Festival della canzone italiana, y el 1 de marzo de 2008 en los programas alemanes Wetten y dass..?. Lewis hizo su primera aparición en la televisión estadounidense en el programa The Oprah Winfrey Show, el 17 de marzo de 2008, en donde cantó «Bleeding Love». Además se presentó en Good Morning America el 4 de abril, Live With Regis and Kelly el 8 de abril, Jimmy Kimmel Live!, The Ellen DeGeneres Show el 11 de abril, y The Tyra Banks Show el 17 de abril de 2008. Lewis presentó la canción en la séptima temporada del programa American Idol el día miércoles 28 de abril de 2008. Durante el primer semestre de 2013, la canción fue añadida como la décima quinta del repertorio para la gira, The Glassheart Tour.

### Video musical
El vídeo de la canción tiene dos versiones: la oficial y la que fue hecha para Estados Unidos. En la primera, el video se desarrolla mayoritariamente en un edificio. La versión para EE. UU. muestra a Leona, que discute con su novio y que, al volver a casa, ya no está. Decide salir a buscarla, pero, al final es demasiado tarde. Luego, se ve al novio que ve carteles de la cantante en las calles por todas partes, por donde ella pasó anteriormente, intentando buscarla.
También existe otra edición de la misma canción grabada por Jesse McCartney (autor de la canción).

## Formatos
- Digitales

| Descarga digital |                                     |          |  |
| N.º              | Título                              | Duración |  |
| 1.               | «Bleeding Love» (Versión del álbum) | 4:22     |  |

- Materiales

| Sencillo en CD |                                     |          |  |
| N.º            | Título                              | Duración |  |
| 1.             | «Bleeding Love» (Versión del álbum) | 4:21     |  |
| 2.             | «Forgiveness»                       | 4:26     |  |

| Sencillo en CD |                                     |          |  |
| N.º            | Título                              | Duración |  |
| 1.             | «Bleeding Love» (Radio edit)        | 3:59     |  |
| 2.             | «Bleeding Love» (Versión del álbum) | 4:21     |  |
| 3.             | «Bleeding Love» (Call Out Hook)     | 0:10     |  |

| Maxisencillo |                                     |          |  |
| N.º          | Título                              | Duración |  |
| 1.           | «Bleeding Love» (Versión del álbum) | 4:21     |  |
| 2.           | «Forgiveness»                       | 4:26     |  |
| 3.           | «A Moment Like This»                | 4:01     |  |
| 4.           | «Bleeding Love» (Video musical)     |          |  |

## Funcionamiento en las listas
En el Reino Unido, «Bleeding Love» debutó en el número uno de la UK Singles Chart el 28 de octubre de 2007. Con «Bleeding Love», alcanzando el número uno, Lewis se convirtió en el primer concursante de The X Factor en lograr dos sencillos número uno. También se informó que logró vender más que las canciones «Rule the World» de Take That y «Gimme More» de Britney Spears. Llegó a vender 218.805 copias en su primera semana, obteniendo las mayores ventas en una semana en el 2007, una hazaña que mantuvo hasta el lanzamiento del sencillo «When You Believe» de Leon Jackson, lanzado en diciembre de 2007. En su segunda y tercera semana a la venta, el sencillo vendió 158.370 copias, y 111.978 copias respectivamente, lo que suma un total de 489.153 copias y hace que «Bleeding Love», se convierta en el sencillo más vendido de 2007, después de sólo tres semanas de su lanzamiento. Se quedó en la parte superior de la lista de singles del Reino Unido por un total de siete semanas, siendo la racha más larga de una artista británica femenina en la historia de las listas. A finales de 2007 el sencillo había vendido un total de 788.000 copias y fue el único de mayor venta del año. Era la primera vez que un sencillo de una artista británica femenina había encabezado la final de sencillos del año en las listas de ventas en la historia de 55 años de las listas oficiales. El 18 de enero de 2008 «Bleeding Love» fue certificado disco de platino. El 8 de noviembre de 2010 se confirmó por la Official Charts Company que «Bleeding Love» vendió un total de 1.000.534 copias en el Reino Unido, convirtiéndose en la décima canción más vendida de la historia, con Lewis como la artista número catorce en lograr la hazaña.
En Australia, «Bleeding Love», debutó en el número nueve en la tabla de ARIA Singles el 24 de diciembre de 2007 y el 21 de enero de 2008, encabezó la lista. El 10 de febrero de 2008, el sencillo recibió una certificación de platino, con ventas de más de 70.000 copias. En Nueva Zelanda, Lewis se convirtió en la primera artista británica femenina en tener un número uno. Lo mantuvo en el número uno durante cinco semanas. También alcanzó el número uno en Suiza, Noruega, Bélgica y Países Bajos. En España, el sencillo alcanzó el número dos en la lista de singles españoles por Promusicae. Fue certificado platino con ventas de más de 40.000 unidades. «Bleeding Love» fue un éxito en las emisoras de radio de todo el mundo, alcanzando el número uno en las listas de éxitos del Reino Unido, Suiza, Alemania, Australia, Nueva Zelanda, Luxemburgo, Eslovaquia, América Latina, Estonia y Japón. En el Airplay Chart griego, alcanzó el número dos. En Italia, la canción alcanzó el número dos de la lista de singles FIMI basada únicamente en las descargas digitales; en cambio, alcanzó el número uno en la lista de singles italianos, durante 13 semanas no consecutivas, que está basado en las descargas digitales y msteriales.
En los Estados Unidos, el sencillo fue lanzado digitalmente el 18 de diciembre de 2007, debutando en la Bubbling Under Hot 100 Singles en el número 11. El 1 de marzo de 2008 debutó oficialmente en la Billboard Hot 100 en el número 85. La canción se convirtió en el primer éxito Top10 de Lewis en el país, y alcanzó el número uno en tres ocasiones distintas. También fue número uno en las listas subsidiarias, incluyendo Hot Digital Songs, y la Hot Adult Contemporary Tracks, donde pasó 52 semanas. Lewis es la tercera artista femenina del Reino Unido en tener un número uno en su debut en los Estados Unidos, solo después de Petula Clark con «Downtown» (1965) y Sheena Easton con «Morning Train (Nine to Five)» (1981). Hasta noviembre de 2011, ha vendido 4.277.000 descargas digitales en los Estados Unidos. Se convirtió en el segundo sencillo en tener tres turnos separados en la cima de la lista Hot 100, solo tras Chic con «Le Freak» (1979). Durante ese tiempo, el álbum Spirit debutó en el número uno de la Billboard 200, lo que hace a Lewis ser el primer artista británico en 18 años en alcanzar el número uno de las listas Billboard Hot 100 y Billboard 200. Además la canción estuvo en las listas de fin de año, alcanzando el lugar 17. La canción también alcanzó el número uno en el Canadian Hot 100 la semana del 5 de abril de 2008.

## Rankings

### Semanales
| América del Norte |                          |    |        |
| Canadá            | Canadian Hot 100         | 1  | [ 48 ] |
| Estados Unidos    | Billboard Hot 100        | 1  | [ 49 ] |
| Estados Unidos    | Billboard Pop Songs      | 1  | [ 50 ] |
| Estados Unidos    | Adult Pop Songs          | 1  | [ 51 ] |
| Estados Unidos    | Adult Contemporary       | 1  | [ 52 ] |
| Estados Unidos    | Hot Dance Club Songs     | 11 | [ 53 ] |
| Estados Unidos    | Hot R&B/Hip-Hop Songs    | 74 | [ 54 ] |
| Asia              |                          |    |        |
| Japón             | Japan Hot 100            | 1  | [ 55 ] |
| Europa            |                          |    |        |
| Alemania          | Top 100 canciones        | 1  | [ 56 ] |
| Austria           | Top 75 canciones         | 1  | [ 57 ] |
| Bélgica (Flandes) | Top 50 canciones         | 1  | [ 58 ] |
| Bélgica (Valonia) | Top 50 canciones         | 4  | [ 59 ] |
| Dinamarca         | Top 40 canciones         | 2  | [ 60 ] |
| Eslovaquia        | Top 100 canciones        | 1  | [ 61 ] |
| España            | Top 50 canciones         | 9  | [ 62 ] |
| Finlandia         | Top 20 canciones         | 2  | [ 63 ] |
| Francia           | Top 100 canciones        | 1  | [ 64 ] |
| Hungría           | Top 40 canciones         | 1  | [ 65 ] |
| Italia            | Top 20 canciones         | 2  | [ 66 ] |
| Irlanda           | Top 50 canciones         | 1  | [ 67 ] |
| Noruega           | Top 20 canciones         | 1  | [ 68 ] |
| Países Bajos      | Top 100 canciones        | 1  | [ 69 ] |
| Reino Unido       | Top 75 canciones         | 1  | [ 70 ] |
| República Checa   | Top 100 canciones        | 2  | [ 71 ] |
| Suecia            | Top 60 canciones         | 2  | [ 72 ] |
| Suiza             | Top 75 canciones         | 1  | [ 73 ] |
| Europa            | European Hot 100 Singles | 1  | [ 74 ] |
| Oceanía           |                          |    |        |
| Australia         | Top 50 canciones         | 1  | [ 75 ] |
| Nueva Zelanda     | Top 40 canciones         | 1  | [ 76 ] |

### Anuales
| América del Norte |                   |    |        |
| Canadá            | Canadian Hot 100  | 2  | [ 77 ] |
| Estados Unidos    | Billboard Hot 100 | 2  | [ 78 ] |
| Asia              |                   |    |        |
| Japón             | Japan Hot 100     | 8  | [ 79 ] |
| Europa            |                   |    |        |
| Alemania          | Top 100 canciones | 2  | [ 80 ] |
| Austria           | Top 75 canciones  | 3  | [ 81 ] |
| España            | Top 50 canciones  | 40 | [ 82 ] |
| Francia           | Top 100 canciones | 42 | [ 83 ] |
| Irlanda           | Top 50 canciones  | 1  | [ 84 ] |
| Reino Unido       | Top 75 canciones  | 1  | [ 85 ] |
| Suecia            | Top 60 canciones  | 23 | [ 86 ] |
| Suiza             | Top 75 canciones  | 2  | [ 87 ] |
| Oceanía           |                   |    |        |
| Australia         | Top 50 canciones  | 4  | [ 88 ] |

### Década
| América del Norte |                   |    |        |
| Estados Unidos    | Billboard Hot 100 | 17 | [ 89 ] |
| Europa            |                   |    |        |
| Alemania          | Top 100 canciones | 18 | [ 90 ] |
| Reino Unido       | Top 75 canciones  | 11 | [ 91 ] |
| Oceanía           |                   |    |        |
| Australia         | Top 50 canciones  | 23 | [ 92 ] |

| Predecesor: «About You Now» de Sugababes                 | Top 75 canciones — Sencillo N° 1 28 de octubre de 2007 — 15 de diciembre de 2008 | Sucesor: «What a Wonderful World» de Eva Cassidy con Katie Melua |
| Predecesor: «Il avait les mots» de Sheryfa Luna          | Top 100 canciones — Sencillo N° 1 22 de marzo de 2008 — 28 de marzo de 2008      | Sucesor: «Dangerous» de M. Pokora con Timbaland y Sebastian      |
| Predecesor: «Love in This Club» de Usher con Young Jeezy | Billboard Hot 100 — Sencillo N° 1 5 de abril de 2008 — 11 de abril de 2008       | Sucesor: «Touch My Body» de Mariah Carey                         |
| Predecesor: «Love Song» de Sara Bareilles                | Canadian Hot 100 — Sencillo N° 1 5 de abril de 2008 — 11 de abril de 2008        | Sucesor: «4 Minutes» de Madonna con Justin Timberlake            |
| Predecesor: «Touch My Body» de Mariah Carey              | Billboard Hot 100 — Sencillo N° 1 26 de abril de 2008 — 2 de mayo de 2008        | Sucesor: «Lollipop» de Lil Wayne con Static Major                |
| Predecesor: «Lollipop» de Lil Wayne con Static Major     | Billboard Hot 100 — Sencillo N° 1 10 de mayo de 2008 — 23 de mayo de 2008        | Sucesor: «Take a Bow» de Rihanna                                 |

## Certificaciones
| América del Norte |                |      |                        |           |         |
| Canadá            | CRIA           | 2008 | Disco de platino       | 80 000    | [ 93 ]  |
| Estados Unidos    | RIAA           | 2008 | Disco de platino       | 1 000     | [ 94 ]  |
| Europa            |                |      |                        |           |         |
| Alemania          | BVMI           | 2008 | Disco de platino       | 300 000   | [ 95 ]  |
| Austria           | IFPI Austria   | 2008 | Disco de oro           | 15 000    | [ 96 ]  |
| Bélgica           | BEA            | 2008 | Disco de oro           | 15 000    | [ 97 ]  |
| Dinamarca         | IFPI Dinamarca | 2008 | Doble disco de platino | 60 000    | [ 98 ]  |
| España            | PROMUSICAE     | 2008 | Disco de platino       | 40 000    | [ 99 ]  |
| Finlandia         | IFPI Finlandia | 2008 | Disco de platino       | 10 000    | [ 100 ] |
| Reino Unido       | BPI            | 2008 | Doble disco de platino | 1 200 000 | [ 101 ] |
| Suecia            | IFPI Suecia    | 2008 | Disco de platino       | 40 000    | [ 102 ] |
| Oceanía           |                |      |                        |           |         |
| Australia         | ARIA           | 2008 | Doble disco de platino | 140 000   | [ 103 ] |
| Nueva Zelanda     | RIANZ          | 2008 | Doble disco de platino | 30 000    | [ 104 ] |

## Fecha de lanzamiento
| País           | Fecha                   | Discográfica | Formato                                        | Ref.    |
| -------------- | ----------------------- | ------------ | ---------------------------------------------- | ------- |
| Irlanda        | 19 de octubre de 2007   | Syco Music   | Sencillo en CD                                 |         |
| Reino Unido    | 21 de octubre de 2007   | Syco         | Descarga digital                               |         |
| Reino Unido    | 22 de octubre de 2007   | Syco         | Sencillo en CD                                 |         |
| Nueva Zelanda  | 3 de diciembre de 2007  | Sony BMG     | Sencillo en CD                                 |         |
| Suecia         | 6 de diciembre de 2007  | Sony BMG     | Sencillo en CD                                 |         |
| Australia      | 15 de diciembre de 2007 | Sony BMG     | Sencillo en CD                                 | [ 105 ] |
| Estados Unidos | 18 de diciembre de 2007 | J Records    | Descarga digital                               | [ 106 ] |
| Estados Unidos | 18 de marzo de 2008     | J Records    | Sencillo en CD                                 |         |
| Italia         | 11 de enero de 2008     | Sony BMG     | Sencillo en CD                                 | [ 107 ] |
| Alemania       | 11 de enero de 2008     | Sony BMG     | Sencillo en CD, Maxisencillo, Descarga digital | [ 108 ] |
| Suiza          | 11 de enero de 2008     | Syco         | Sencillo en CD, Maxisencillo                   |         |
| Hong Kong      | 23 de enero de 2008     | Syco         | Maxisencillo, Descarga digital                 | [ 109 ] |
| Singapur       | 23 de enero de 2008     | Syco         | Maxisencillo, Descarga digital                 | [ 110 ] |
| Austria        | 25 de enero de 2008     | Sony BMG     | Sencillo en CD                                 |         |
| Países Bajos   | 28 de enero de 2008     | Sony BMG     | Sencillo en CD                                 | [ 111 ] |
| Japón          | 13 de febrero de 2008   | BMG Japan    | Descarga digital                               | [ 112 ] |
| Francia        | 3 de marzo de 2008      | Sony BMG     | Sencillo en CD                                 |         |